# Ga Jung-dong (Bucheon)
Ga Jungdong (Tiếng Hàn: 중동역, Hanja: 中洞驛) là ga tàu điện ngầm trên Tàu điện ngầm Seoul tuyến 1 nằm ở Songnae-dong, Bucheon-si, Gyeonggi-do. Địa chỉ của nhà ga là Songnae-dong và phía bắc của nhà ga là Jung-dong và Sang-dong.

## Bố trí ga
| ↑ Bucheon             |
| \| １２ \| \| ３４ \| |
| Songnae ↓             |

| 1     | ● Tuyến 1 | ← Hướng đi Yeoncheon     |
| 2 · 3 | ● Tuyến 1 | → Đường ray tàu tốc hành |
| 4     | ● Tuyến 1 | → Hướng đi Incheon →     |